# シャンソンVマジック
シャンソンVマジック（シャンソン・ブイ・マジック、英: Chanson V-Magic）は、静岡県静岡市を拠点に活動する女子バスケットボールチーム。母体企業はシャンソン化粧品。1962年創設。現在はWリーグに所属している。リーグ優勝回数は16回（日本リーグ含む）。

## 沿革
- 1962年：創部
- 1971年：実業団リーグ（後の日本リーグ2部）に参加
- 1976年：全日本実業団バスケットボール競技大会初優勝
- 1976年：国民体育大会（バスケットボール成年女子の部）に静岡県代表として出場し優勝
- 1977年：日本リーグに昇格
- 1982年：同リーグ初優勝
- 1984年：全日本総合バスケットボール選手権大会初優勝
- 1993年：公式戦54連勝の記録を作る
- 1996年：アトランタオリンピックに中川文一監督（当時）とシャンソンの6選手が日本代表として出場
- 1996年：リーグ戦108連勝の記録を作る
- 1997年：チーム愛称を「マジック」から「Vマジック」とする。
- 2000年：第1回Wリーグ優勝。日本リーグ時代より続いていた連続優勝記録を10まで伸ばす。全日本総合、全日本実業団と合わせ3冠も達成。
- 2004年：アテネ五輪にシャンソンの2選手が日本代表として出場
- 2012年：本社敷地内に新体育館「シャンソン美アリーナ」が完成
- 2014年：マスコットキャラクター「マジタン」制定
- 2016年：リオ五輪にシャンソンの2選手が日本代表として出場

（注）優勝年は、大会終了時の年で表記している。

## 成績
| 年度    | リーグ   | 回 | レギュラーシーズン | レギュラーシーズン | レギュラーシーズン | プレイオフ | 最終結果 | 皇后杯   |
| 年度    | リーグ   | 回 | 勝                 | 敗                 | 順位               | プレイオフ | 最終結果 | 皇后杯   |
| ------- | -------- | -- | ------------------ | ------------------ | ------------------ | ---------- | -------- | -------- |
| 1999-00 | W LEAGUE | 1  | 20                 | 1                  | 1位                | F 3勝1敗   | 優勝(14) | 優勝(10) |
| 2000-01 | W LEAGUE | 2  | 19                 | 2                  | 2位                | F 1勝3敗   | 準優勝   | 準優勝   |
| 2001-02 | W LEAGUE | 3  | 18                 | 3                  | 2位                | F 2勝3敗   | 準優勝   | 準優勝   |
| 2002-03 | W LEAGUE | 4  | 18                 | 3                  | 2位                | SF敗退     | 3位      | 準優勝   |
| 2003-04 | W LEAGUE | 5  | 16                 | 5                  | 2位                | F 1勝3敗   | 準優勝   |          |
| 2004-05 | W LEAGUE | 6  | 19                 | 2                  | 1位                | F 3勝1敗   | 優勝(15) | 準優勝   |
| 2005-06 | W LEAGUE | 7  | 25                 | 3                  | 1位                | F 3勝2敗   | 優勝(16) | 準優勝   |
| 2006-07 | W LEAGUE | 8  | 19                 | 9                  | 3位                | SF敗退     | 3位      | 準優勝   |
| 2007-08 | W LEAGUE | 9  | 15                 | 13                 | 4位                | SF敗退     | 4位      | ベスト4  |
| 2008-09 | W LEAGUE | 10 | 16                 | 12                 | 4位                | F 1勝3敗   | 準優勝   | ベスト4  |
| 2009-10 | W LEAGUE | 11 | 12                 | 16                 | 6位                | ---        | 6位      | ベスト8  |
| 2010-11 | W LEAGUE | 12 | 11                 | 17                 | 6位                | ---        | 6位      | ベスト8  |
| 2011-12 | W LEAGUE | 13 | 11                 | 17                 | 6位                | ---        | 6位      | ベスト4  |
| 2012-13 | W LEAGUE | 14 | 20                 | 9                  | 4位                | SF敗退     | 4位      | ベスト4  |
| 2013-14 | W LEAGUE | 15 | 23                 | 10                 | 5位                | ---        | 5位      | ベスト8  |
| 2014-15 | W LEAGUE | 16 | 19                 | 11                 | 5位                | ---        | 5位      | ベスト8  |
| 2015-16 | W LEAGUE | 17 | 17                 | 7                  | 3位                | SF敗退     | 3位      | ベスト4  |
| 2016-17 | W LEAGUE | 18 | 14                 | 13                 | 6位                | SF敗退     | 4位      | ベスト4  |
| 2017-18 | W LEAGUE | 19 | 22                 | 11                 | 4位                | SF敗退     | 4位      | ベスト8  |
| 2018-19 | W LEAGUE | 20 | 11                 | 11                 | 5位                | SQF敗退    | 8位      | ベスト8  |
| 2019-20 | W LEAGUE | 21 | 9                  | 7                  | 6位                | 中止       | ---      | 4回戦    |
| 2020-21 | W LEAGUE | 22 | 7                  | 9                  | 東4位              | SQF敗退    | 7位タイ  | 2回戦    |
| 2021-22 | W LEAGUE | 23 | 13                 | 11                 | 6位                | SF敗退     | 4位      | ベスト8  |
| 2022-23 | W LEAGUE | 24 | 15                 | 11                 | 7位                | SF敗退     | 4位      | 3回戦    |
| 2023-24 | W LEAGUE | 25 | 18                 | 8                  | 5位                | SF敗退     | 4位      | ベスト4  |
| 2024-25 | プレミア | 26 |                    |                    | 位                 |            | 位       |          |

- F:ファイナル、SF:セミファイナル、QF:クォーターファイナル、SQF:セミクォーターファイナル

### 獲得タイトル
- 日本リーグ: 13回
- W LEAGUE: 3回
- 全日本バスケットボール選手権優勝: 10回
- 全日本実業団バスケットボール競技大会優勝: 1回
- 全日本実業団バスケットボール競技選手権優勝: 4回
- 国体優勝: 1回
- ウィリアム・ジョーンズカップ：1回（2023[2]）
- Wリーグユナイテッドカップ：1回（2024-2025[3]）

## 選手とスタッフ

### 歴代ヘッドコーチ
1. 小池義之助
2. 中川文一
3. 鄭周鉉
4. 李玉慈
5. 梅嵜周毅
6. 相澤優子
7. 鄭奉燮
8. 木村功
9. 丁海鎰
10. 鵜澤潤

### 元所属選手

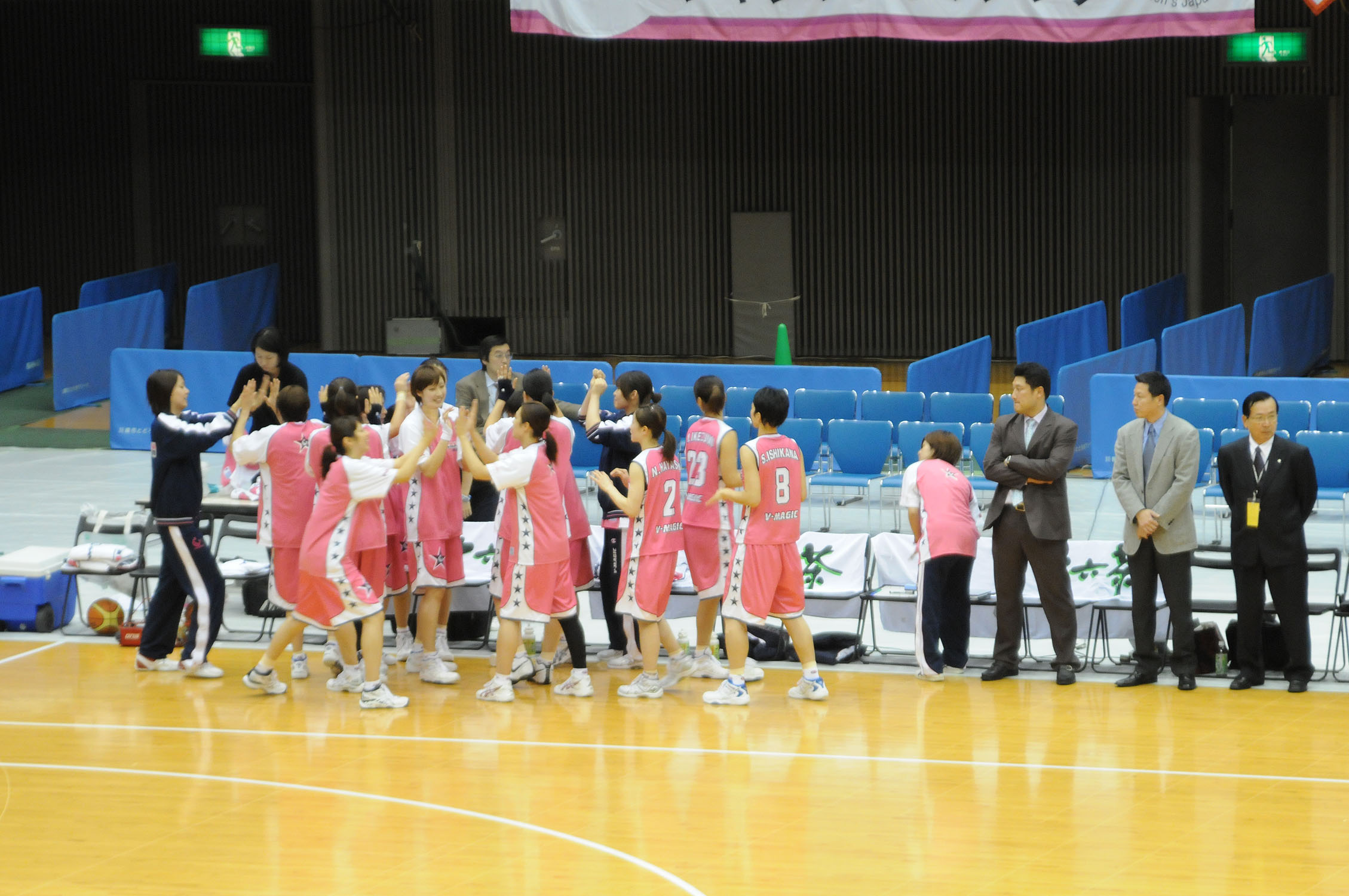
2008年11月15日、川崎市とどろきアリーナ

- 大山春美
- 積田洋子
- 荒家晶子
- アン・ドノバン
- 久保田久美
- 高谷やす子
- 山城定子
- 村松麻理子
- 中橋明美
- 一乗アキ
- 村上睦子
- 柿崎宏江
- 窪田夕子
- 竹内高美
- タミー・ジャクソン
- 加藤貴子

- 服部梨絵
- 永田睦子
- 李玉慈
- 山田かがり
- 奈良岡幾子
- 岡里明美
- 山田久美子
- 河恩珠
- 山田未来
- 名木洋子
- 江口真紀
- 重田麻希
- 三木聖美
- 島田智佐子
- 慶山真弓
- 阿部真弓

- 玉城昌子
- 渡邉温子
- 清水八重子
- 森本由樹
- 藤生喜代美
- 日下部知恵
- 石川幸子
- 伊佐樹里
- 相澤優子
- 高田真里子
- 杉山りえ
- 川村李沙
- 川井梢
- 林田明佳
- 永石春奈
- 磯山絵美

- 中川聴乃
- 苗田未来
- 渡辺由夏
- 林眞未
- 柴田ひとみ
- 塚野理沙
- 池住美穂
- 深野羅定咲
- 三好南穂
- 藤吉佐緒里
- 元山夏菜
- 近平奈緒子
- 杉山美由希
- 須田多恵
- 本川紗奈生

## マスコット
- マジタン - 背番号は16で、好きなことはバスケ観戦とメイク。

## 騒動

### 選手7名の一斉退団とHC辞任
2023年2月22日、選手7名が方向性の違いを理由に退団。その責任を取り李玉慈ヘッドコーチが辞任する事態が発生した。退団した7選手は以前からコンディション不良を理由に欠場しており、ヘッドコーチも理由不明の欠場が続いていた。Wリーグではシーズン途中に退団した選手は残りシーズンのリーグ戦及びプレーオフには出場出来ない決まりになっているが、次シーズン以降も選手として継続的な活動が出来るようにサポートするとリーグが発表する異常事態となった。